# トゲオオオトカゲ
トゲオオオトカゲ（棘尾大蜥蜴、Varanus acanthurus）は、爬虫綱有鱗目オオトカゲ科オオトカゲ属に属するトカゲ。別名リッジテールモニター。

## 分布
- V. a. acanthurus

オーストラリア北部
- V. a. brachyurus

オーストラリア中部
- V. a. insulanicus

オーストラリア（グルートアイランド島）

## 形態
最大全長60cm。英名や和名の通り尾は棘状の鱗で覆われる。体色は地域や個体による変異が大きい。胴体には明色の斑点や眼状斑が入る。尾の基部に棘状の突起があり、この突起はオスの方が発達する。

## 亜種
- Varanus acanthurus acanthurus　Boulenger 1885　Northwestern spiny-tailed monitor
- Varanus acanthurus brachyurus　Sternfeld, 1919　Common spiny-tailed monitor
- Varanus acanthurus insulanicus　Mertens, 1958　Island spiny-tailed monitor

## 生態
砂漠や荒地に生息する。昼行性で、夜になると岩の下等に隠れて休む。
食性は動物食で、昆虫類、節足動物、小型爬虫類等を食べる。
繁殖形態は卵生で、地面に穴を掘り2-11個の卵を産む。

## 人間との関係
ペットとして飼育されることもあり、日本にも輸入されている。主な生息地であるオーストラリアは野生動物の輸出を禁止しているためオーストラリアに生息する亜種の野生個体の流通はないが、過去に欧米へ流通した個体からの繁殖個体が流通する。飼育に対しては動物愛護法が改正されたため、現在では特に法規制はない。本種のようなヒメオオトカゲ亜属はあまり大型化せず、主に繁殖個体が流通するため飼育があまり難しくないことから人気が高い。そのためヒメオオトカゲ亜属の流通は少ないが、その中でも本種は最も流通は多いと思われる。どの亜種が流通しているかは不明。しかし体色によりレッドアキー、イエローアキー等の流通名がある。